# Azonax typhaon
Genre
Espèce
Azonax typhaon est une espèce néotropicale de lépidoptères (papillons) de la famille des Hesperiidae, de la sous-famille des Pyrginae et de la tribu des Pyrrhopygini.
Elle est l'unique représentante du genre monotypique Azonax.

## Dénomination
L'espèce Azonax typhaon a été décrite par le naturaliste britannique William Chapman Hewitson en 1877, sous le nom initial de Myscelus typhaon.
Le genre Azonax a quant à lui été décrit en 1893, par deux autres naturalistes britanniques, Frederick DuCane Godman et Osbert Salvin.
L'espèce porte en anglais le nom vernaculaire de Typhaon skipper.

## Description
L'imago d’Azonax typhaon est un papillon au corps trapu beige doré, dont les ailes postérieures ont un angle anal pointu. 
Le dessus des ailes est de couleur beige doré, marqué de petites taches beiges.
Le revers est semblable.

## Distribution
Azonax typhaon est présente au Mexique, au Nicaragua, en Colombie et au Guyana, et sa présence est à confirmer au Suriname et en Guyane,.

## Protection
L'espèce n'a pas de statut de protection particulier.[réf. nécessaire]